# Richard Glücks
Richard Glücks (22. dubna 1889 – 10. května 1945) byl válečný zločinec a vysoce postavený nacistický důstojník Waffen-SS v hodnosti SS-Gruppenführer und Generalleutnant der Waffen-SS (Generálporučík), který působil jako vedoucí úřadu D (Amtsgruppe D) v rámci Hlavního úřadu hospodářství a správy SS. Jeho kompetence se tak vztahovaly především na vyhlazovací a koncentrační tábory.

## Mládí a první světová válka
Richard Glücks se narodil 22. dubna 1889 ve vestfálském městě Odenkirchen jako syn bývalého učitele, nynějšího obchodníka, Johannese Leberechta Ludwiga Glückse a jeho ženy Wilhelminy Idy (rozené Mechelenové). Dětství strávil víceméně v Düsseldorfu, kde navštěvoval nejprve lidovou školu a posléze i tamější státní gymnázium. Po složení maturitní zkoušky nastoupil Glücks do pojišťovny, kterou vlastnil jeho otec.
V roce 1909 nastoupil základní vojenskou službu u 43. polního dělostřeleckého pluku (Feldartillerie-Regiment Nr. 43), který sídlil v nedalekém městě Wesel. Po skončení vojenské služby pobýval Glücks nějaký čas v Anglii a Argentině.
Když vypukla první světová válka, Glücks se rozhodl pro návrat do vlasti. Pod falešnou identitou se vydal do Německa jako námořník na norské obchodní lodi. V lednu roku 1915 dorazil do vlasti a ihned narukoval do armády. Zařazen byl ke 13. záložnímu dělostřeleckému pluku a následně byl převelen ke 280. polnímu dělostřeleckému pluku.
Během války byl povýšen do hodnosti poručíka (Leutnant) a velel četě a následně i celé baterii během bojů na Západní frontě. Za své zásluhy si rovněž vysloužil obě třídy vysoce ceněného Pruského železného kříže.

## Meziválečné období
Po skončení války se Glücks stal v lednu roku 1919 členem jednotek Freikorps, a s oddílem Freikorps Lichtschlag se podílel na potlačení Povstání spartakovců, pokusu o ultralevicový státní převrat. I po těchto událostech se Glücks rozhodl zůstat v armádě a následně sloužil jako styčný důstojník v rámci mezinárodní spojenecké kontrolní komise, která měla za úkol monitorovat situaci Reichswehru v rámci Versailleské smlouvy. V této funkci byl 1. prosince 1925 povýšen do hodnosti Oberleutnant (Nadporučík). Později byl přeložen do nově vzniklé 6. Divize pod velením generálporučíka Leopolda von Ledebura, kde strávil několik měsíců, než byl k 31. červenci roku 1926 penzionován.
Tento důstojník z 1. světové války a obchodník vstoupil roku 1930 do NSDAP a 1932 do SS, stal se spolupracovníkem Eickeho, inspektora koncentračních táborů, a v roce 1939 ho v této funkci nahradil. V březnu 1942, v té době už Gruppenführer SS, byl pověřen vedením vrchního odboru D na Hlavním úřadu hospodářském a správním SS, jeho kompetence se tak vztahovala i na vyhlazovací tábory. Do rámce jeho odpovědnosti spadalo množství příkazů k vraždám, stavby plynových komor, pokusy na lidech v koncentračních táborech a selekce lidí na otrocké práce. Po skončení války spáchal sebevraždu kapslí kyanidu v námořním lazaretu ve Flensburg-Mürwiku ve Marineschule Mürwik.
Do rámce jeho odpovědnosti spadalo množství příkazů k vraždám, stavby plynových komor, pokusy na lidech v koncentračních táborech a selekce lidí na otrocké práce.

## Vyznamenání
- Německý kříž ve stříbře - 25. leden 1945
- Pruský železný kříž I. třídy (První světová válka)
- Pruský železný kříž II. třídy (První světová válka)
- Válečný záslužný kříž I. třídy s meči
- Válečný záslužný kříž II. třídy s meči
- Kříž cti
- Sudetská pamětní medaile
- Medaile za Anschluss
- Totenkopfring
- Čestná dýka Reichsführera SS